# 嚴裕
嚴裕（1437年—？），字克寬，浙江杭州府仁和縣人，明朝政治人物。進士出身。

## 生平
浙江鄉試第七十五名。成化二年（1466年）丙戌科會試第一百七十四名，殿試登進士第三甲第一百三十九名。

## 家族
曾祖嚴子成。祖父嚴玘，曾任封監察御史。父亲嚴毅。